# Daniel Veronese
Daniel Veronese (Buenos Aires, 8 de noviembre de 1955) es un actor, dramaturgo, titiritero y director de teatro argentino.

## Carrera
Luego de recibirse de Técnico Químico en 1975 comenzó a estudiar dramaturgia con Mauricio Kartun y teatro de títeres con Ariel Bufano.
En 1989 creó el grupo "El Periférico de Objetos", sobre el teatro de objetos (integración de actores y objetos), disciplina que ya desempeñaba desde 1985. En 1990 realizó una puesta en escena de Ubú Rey, con títeres, en el centro cultural Parakultural.
Fue curador del I, II y III Festival Internacional de Buenos Aires, de teatro y danzas (1999, 2001 y 2003, respectivamente). Participó en numerosos festivales internacionales.
En marzo de 2013, fue galardonado con el Premio Max Iberoamericano por haber entablado un puente entre España y Latinoamérica, y por juntar las facetas de autor y director. Los premios están organizados por la SGAE.

## Libros
Su obra se reúne en los libros Cuerpo de prueba (1997) y La Deriva (2000). Entre ellas figuran: "Crónica de la caída de uno de los hombres de ella", "Del maravilloso mundo de los animales", "Los Corderos", "Cámara Gesell", "Mujeres soñaron caballos", "La noche devora a sus hijos".
Integró las antologías: Teatro argentino (Libros de Tierra Firme Ediciones, Buenos Aires, 2000) Junto a textos de Luis Cano, Rafael Spregelburd y Alejandro Tantanian, entre otros, y Nueva Dramaturgia de Buenos Aires (Casa de América, Madrid, 2000) Junto a textos de Luis Cano, Federico León, Rafael Spregelburd, Javier Daulte y Alejandro Tantanian, entre otros.
Muchas de sus obras fueron traducidas al italiano, alemán, francés y portugués.

## Obra

### Como director
- La gaviota de Anton Chejov .
- Un hombre que se ahoga (adaptación de Las tres hermanas, de Chéjov)
- El método Gronholm.
- Un tranvía llamado deseo (también adaptador)
- Del maravilloso mundo de los animales: Los corderos (también autor)
- Dramas Breves 2.
- Eclipse en camino (también autor).
- El Desarrollo de la Civilización venidera (también autor).
- El descenso del Monte Morgan.
- En auto (también autor).
- Espía a una mujer que se mata (adaptación de Tío Vania, de Chéjov).
- Gorda.
- Idéntico.
- La forma de las cosas.
- La forma perfecta de Luis Cano .
- La forma que se despliega (obra dirigida para el Ciclo Biodrama, estrenada en el Teatro Sarmiento del Complejo Teatral de Buenos Aires, con Luis Cano como dramaturgista).
- La Muerte de Marguerite Duras.
- La noche canta sus canciones.
- Los hijos se han dormido (adaptación hecha por Veronese de La gaviota, de Chéjov)
- Los Reyes de la risa.
- Minyana sobre Francia.
- Mujeres soñaron caballos (también autor).
- Open House (también autor).
- Teatro para pájaros (también autor).
- Todos los grandes gobiernos han evitado el teatro íntimo.
- Zooedipous.

### Autor
- Luisa
- Proyecto Ring Side
- Formas de hablar de las madres de los mineros, mientras esperan que sus hijos salgan a la superficie
- Cuerpos en deseo
- La forma que se despliega
- La terrible opresión de los gestos magnánimos
- Tres hermanas (adaptación de la obra de Chéjov)
- Crónica de la caída de uno de los hombres de ella
- Adela / Women´s white long sleeve sport shirts
- El líquido táctil
- Circonegro
- A propósito de ese hombre
- En la mañana
- Luz de mañana en un traje marrón
- Unos viajeros se mueren
- Noche cerrada
- Xyz
- Reconstrucción del hecho
- Música rota
- Del maravilloso mundo de los animales: Conversación nocturna
- Crónica de la caída de uno de los hombres de ella
- Equívoca fuga de señorita apretando un pañuelo de encaje sobre su pecho
- Los hijos se han dormido (adaptación de La gaviota de Chéjov)
- Espía a una mujer que se mata (adaptación de Tío Vania de Chéjov)

### Como actor
- Brecht-effekt
- 2015 - Cromo - TV Pública - Víctor Anganuzi
- 2016 - Zama
- 2014 -  La Tercera Orilla

## Premios y distinciones
- Premio Leónidas Barletta, por Crónica de la caída de uno de los hombres de ella (1992)
- Primer premio en el Concurso de Dramaturgia Bienio 1991-92 (teatro para adultos) por Del maravilloso mundo de los animales: los corderos (1992)
- Premio de la Asociación de Críticos del Espectáculo (A.C.E.) por Cámara Gesell (1995)
- Premio ACE por Máquina Hamlet (1995)
- Beca Antorchas (1997)
- Segundo Premio Nacional de Drama, Tragedia y Teatro Histórico (1997)
- Primer Premio Municipal de Dramaturgia (1998)
- Premio Konex de Platino (2004)
- Premio Konex - Diploma al Mérito (2011)
- Premio Max Iberoamericano (2013)